# Novozélandská hokejová reprezentace
Novozélandská hokejová reprezentace patří mezi národní reprezentace v ledním hokeji a je členem Mezinárodní hokejové federace. V současné době je Nový Zéland umístěn na 38. místě žebříčku IIHF.

## Mistrovství světa v ledním hokeji
| MS        | Úroveň                  | Místo turnaje              | Umístění                         | Celkově                          |
| --------- | ----------------------- | -------------------------- | -------------------------------- | -------------------------------- |
| MS – 1987 | Skupina D               | Perth                      | Bronzová medaile                 | 27. místo                        |
| MS – 1989 | Skupina D               | Geel a Heist-op-den-Berg   | 5. místo                         | 29. místo                        |
| MS – 1995 | Skupina C2              | Johannesburg a Krugersdorp | 10. místo                        | 39. místo                        |
| MS – 1998 | Skupina D               | Krugersdorp a Pretorie     | 6. místo                         | 38. místo                        |
| MS – 1999 | Skupina D               | Krugersdorp                | 6. místo                         | 38. místo                        |
| MS – 2000 | Skupina D               | Reykjavík                  | 6. místo                         | 39. místo                        |
| MS – 2001 | Divize II A             | Majadahonda                | 5. místo                         | 39. místo                        |
| MS – 2002 | Divize II – kvalifikace | Ciudad de México           | Bronzová medaile                 | 43. místo                        |
| MS – 2003 | Divize III              | Auckland                   | Zlatá medaile                    | 41. místo                        |
| MS – 2004 | Divize II B             | Elektrėnai                 | 5. místo                         | 37. místo                        |
| MS – 2005 | Divize II A             | Záhřeb                     | 5. místo                         | 38. místo                        |
| MS – 2006 | Divize II B             | Auckland                   | 6. místo                         | 39. místo                        |
| MS – 2007 | Divize III              | Dundalk                    | Zlatá medaile                    | 41. místo                        |
| MS – 2008 | Divize II B             | Newcastle                  | 6. místo                         | 39. místo                        |
| MS – 2009 | Divize III              | Dunedin                    | Zlatá medaile                    | 41. místo                        |
| MS – 2010 | Divize II B             | Narva                      | 4. místo                         | 36. místo                        |
| MS – 2011 | Divize II A             | Melbourne                  | Stříbrná medaile                 | 32. místo                        |
| MS – 2012 | Divize II A             | Reykjavík                  | 6. místo                         | 34. místo                        |
| MS – 2013 | Divize II B             | İzmit                      | Stříbrná medaile                 | 36. místo                        |
| MS – 2014 | Divize II B             | Jaca                       | Bronzová medaile                 | 37. místo                        |
| MS – 2015 | Divize II B             | Kapské Město               | Stříbrná medaile                 | 36. místo                        |
| MS – 2016 | Divize II B             | Ciudad de México           | 4. místo                         | 38. místo                        |
| MS – 2017 | Divize II B             | Auckland                   | Stříbrná medaile                 | 36. místo                        |
| MS – 2018 | Divize II B             | Granada                    | Stříbrná medaile                 | 36. místo                        |
| MS – 2019 | Divize II B             | Ciudad de México           | Bronzová medaile                 | 37. místo                        |
| MS – 2020 | Divize II B             | Reykjavík                  | Zrušeno kvůli pandemii covidu-19 | Zrušeno kvůli pandemii covidu-19 |
| MS – 2021 | Divize II B             | Reykjavík                  | Zrušeno kvůli pandemii covidu-19 | Zrušeno kvůli pandemii covidu-19 |
| MS – 2022 | Divize II B             | Reykjavík                  | Odstup kvůli pandemii covidu-19  | Odstup kvůli pandemii covidu-19  |
| MS – 2023 | Divize II B             | Istanbul                   | 4. místo                         | 38. místo                        |
| MS – 2024 | Divize II B             | Sofie                      |                                  |                                  |